# Torneo de Segunda División B por Santa Bárbara de Heredia (COFA) 1980
El Torneo Cantonal de Fútbol de Tercera División de COFA 1980, fue la edición número 1 de la (Segunda División B de Ascenso) en disputarse, organizada por la Asociación Nacional de Fútbol Aficionado.
Este Torneo constó de 6 equipos a nivel cantonal en Santa Bárbara de Heredia debidamente inscritos en la Comisión Organizadora de Fútbol Aficionado (COFA).
Y la escuadra campeona sería la que vestiría los colores barbareños y representante por la provincia de Heredia en la Tercera División de Costa Rica (2.ª. División B).
El club campeón por Santa Bárbara es la A.D. Fraternidad, dejando de subcampeón a San Juan y tercero a Barrio Jesús, y gana la final por Heredia y logra un título provincial y nacional. La otra Selección de Santa Bárbara Centro (A.D. Barbareña), no juega el Torneo de COFA pues milita en la Segunda División de Costa Rica.

## La clasificación por la Tercera División de Ascenso se dividió en 2 Grupos
| 3.ª. División Cantonal de Ascenso (Grupo 1) | 3.ª. División Cantonal de Ascenso (Grupo 1)                 |
| ------------------------------------------- | ----------------------------------------------------------- |
| 1                                           | Selección Distrital de San Juan                             |
| 2                                           | Selección Distrital de Barrio Jesús                         |
| 3                                           | Selección Distrital de Santo Domingo (El Roble Fútbol Club) |

| 3.ª. División Cantonal de Ascenso (Grupo 2) | 3.ª. División Cantonal de Ascenso (Grupo 2)                 |
| ------------------------------------------- | ----------------------------------------------------------- |
| 1                                           | Selección Distrital de San Pedro (A.D. Fraternidad)         |
| 2                                           | Selección Distrital Central de Santa Bárbara (A.D. Machado) |
| 3                                           | Selección Distrital de Zetillal (Club Deportivo San Bosco)  |

## Campeón Monarca Cantonal de Tercera División en Santa Bárbara de Heredia 1980
| Tercera División Cantonal Auspiciado por COFA 1980                                        | Tercera División Cantonal Auspiciado por COFA 1980 |
| ----------------------------------------------------------------------------------------- | -------------------------------------------------- |
| Selección Campeona Cantonal de Tercera División de COFA. Asociación Deportiva Fraternidad |                                                    |

## Ligas Superiores
- Primera División de Costa Rica 1980

- Campeonato de Segunda División de Costa Rica 1980-1981

- Campeonato de Tercera División de Costa Rica 1980

## Ligas Inferiores
- Campeonato de Cuarta División por COFA 1980

## Torneos
| Predecesor: Torneo 1979 | Torneo Cantonal de Fútbol en Santa Bárbara de Heredia (COFA) 1980 Torneo 1980 | Sucesor: Torneo 1981 |